# 白砂兼光
白砂 兼光（しらすな かねみつ、1945年4月　- ）は、日本の顎顔面口腔外科医。九州大学名誉教授。口腔癌、唾液腺疾患の研究で知られ、CancerやCancer Research など著明癌専門誌に多数の業績を残した。また長年、日本口腔科学会誌や Oral ScienceInternational 誌の編集委員長として口腔科学の発展に寄与した。現在は、口腔がんの早期発見活動や口腔粘膜疾患の診療を行う。日本口腔外科学会名誉会員。

## 経歴
- 1970年 大阪歯科大学歯学部卒業
- 1970年 大阪大学歯学部第1口腔外科に入局
- 1981年 大阪大学講師（歯学部附属病院）
- 1982年 西ドイツヴュルツブルク大学助手（口腔顎顔面外科）
- 1987年 大阪大学助教授（第1口腔外科学講座）
- 1995年 九州大学歯学部教授（口腔外科学講座第二代目教授）
- 2000年 九州大学大学院教授（歯学研究院口腔顎顔面外科）
- 2009年～2011年 広島大学大学院特任教授（医歯薬研究科）[1]
- 2009年～現在 九州大学名誉教授

## 著作
- 『口腔外科学』 監修 宮崎正、編集 松矢篤三 白砂兼光、医歯薬出版、東京都文京区、2000年4月15日、第2版。ISBN 4-263-45469-3。
- 『口腔外科学』 白砂兼光、古郷幹彦、医歯薬出版、東京都文京区、2010年3月10日、第3版。ISBN 978-4-263-45635-4。NCID BB01513588。
- 『口腔がん 早期発見ガイドブック』 編著 白砂兼光、医歯薬出版、東京都文京区、2012年3月10日、第1版。ISBN 978-4-263-44358-3。
- 『口腔科学』 監修 戸塚靖則、高戸 剛、編集 白砂兼光 他、朝倉書店、東京都新宿区、2013年11月25日、第1版 2013年11月25日、第1版 ISBN 978-4-254-35001-2。

## 所属団体
- 日本口腔外科学会：指導医、名誉会員
- 日本口腔科学会：元副理事長、学会誌元編集委員長、名誉会員
- 日本頭頸部癌学会：元理事
- 日本口腔腫瘍学会：元理事
- 日本顔面神経機能学会 元理事長

その他、米国癌学会、日本癌学会、日本癌治療学会を通じて癌研究に従事した。